# Raving Iran
Raving Iran ist ein Dokumentarfilm der deutschen Filmemacherin Susanne Regina Meures aus dem Jahr 2016. Sie begleitet zwei iranische Techno-DJs in ihrem Alltag in Teheran und bei einer Reise zum Lethargy Festival in Zürich.

## Handlung
Es ist 2014, im Jahr zuvor wurde Hassan Rohani zum Präsidenten des Iran gewählt. Die beiden Freunde Anoosh und Arash leben in Teheran. Als Techno-DJs haben sie keinen leichten Stand: Tanzveranstaltungen mit elektronischer Musik sind ebenso verboten wie die Veröffentlichung entsprechender Tonträger. Der Film lässt sich inhaltlich in drei Teile unterteilen: Die Organisation eines Raves, die Produktion einer CD und die Reise in die Schweiz sowie deren Vorbereitung.
Zu Beginn des Films organisieren die beiden Mittzwanziger eine Tanzveranstaltung, bei der sie als DJs auftreten. Da ein Veranstaltungsort in der Stadt zu gefährlich wäre, soll der Rave in der Teheran umgebenden Wüste stattfinden. Sie haben keine Genehmigung für die Veranstaltung und haben deshalb Schwierigkeiten, sich geeignete Ausrüstung zu leihen. Zeitgleich organisieren sie den Transport der Veranstaltungsgäste, der mit Bussen und LKWs stattfindet. Da auf den Straßen regelmäßig Polizeikontrollen stattfinden, müssen Beamte bestochen werden. Schließlich starten die Fahrzeuge, und in einer Senke mitten in der Wüste findet der Rave statt.
Anoosh und Arash haben unter dem Namen Blade & Beard Deep-House-Musik für eine CD produziert. Schwierigkeiten bereitet der Druck des CD-Covers, da für die Produktion von Druckerzeugnissen eine behördliche Genehmigung vorliegen muss, die den beiden aber verweigert wird, da die Druckvorlage englische Texte enthält und Abbildungen zeigt, die gegen Bekleidungsvorschriften verstoßen. Mehrere Versuche, Druckereien zur Kooperation auch ohne Vorlage einer Genehmigung zu bewegen, scheitern, bis sich schließlich ein Betrieb findet, der die Cover heimlich druckt. Der Vertrieb gestaltet sich ähnlich schwierig, Geschäfte für Tonträger weigern sich, die illegal produzierten CDs in ihr Sortiment aufzunehmen. Ein Geschäftsinhaber gibt den beiden den Tipp, eine Covergestaltung zu wählen, die den Anschein erweckt, genehmigungsfähig zu sein, doch Anoosh und Arash halten an ihrem Cover fest. Die beiden DJs senden ihre CD per Post an verschiedene europäische Musikfestivals. Überraschend erhalten sie eine telefonische Zusage vom Lethargy Festival in Zürich, das im Rahmen der Street Parade in der Roten Fabrik stattfindet. Während einer in Teheran abgehaltenen, illegalen Tanzveranstaltung wird Anoosh festgenommen und kurzzeitig inhaftiert. Beide DJs beginnen, über eine Flucht aus dem Land nachzudenken.
Für das Visum und die Ausreiseerlaubnis sind zahlreiche Dokumente erforderlich. Anoosh und Arash nehmen für die Beibringung die Dienste eines Agenten in Anspruch, der eine große Geldsumme kostet; Anoosh muss sich große Teile des Geldes von seinen Eltern leihen. Sie erhalten ein Visum für fünf Tage. Die Ausreise funktioniert reibungslos. In der Schweiz genießen die beiden das im Vergleich zum Iran restriktionsfreie Leben und legen auf dem Musikfestival auf, halten aber per Telefon engen Kontakt zu ihren Familien und Freunden im Iran. In zahlreichen Gesprächen diskutieren sie das Für und Wider der nahenden Rückreise. Am letzten Tag steigen sie schließlich in ein Taxi zum Flughafen. Der Film endet damit, dass die beiden während der Fahrt den Fahrer bitten, anzuhalten und sie aussteigen zu lassen.

## Entstehungsgeschichte

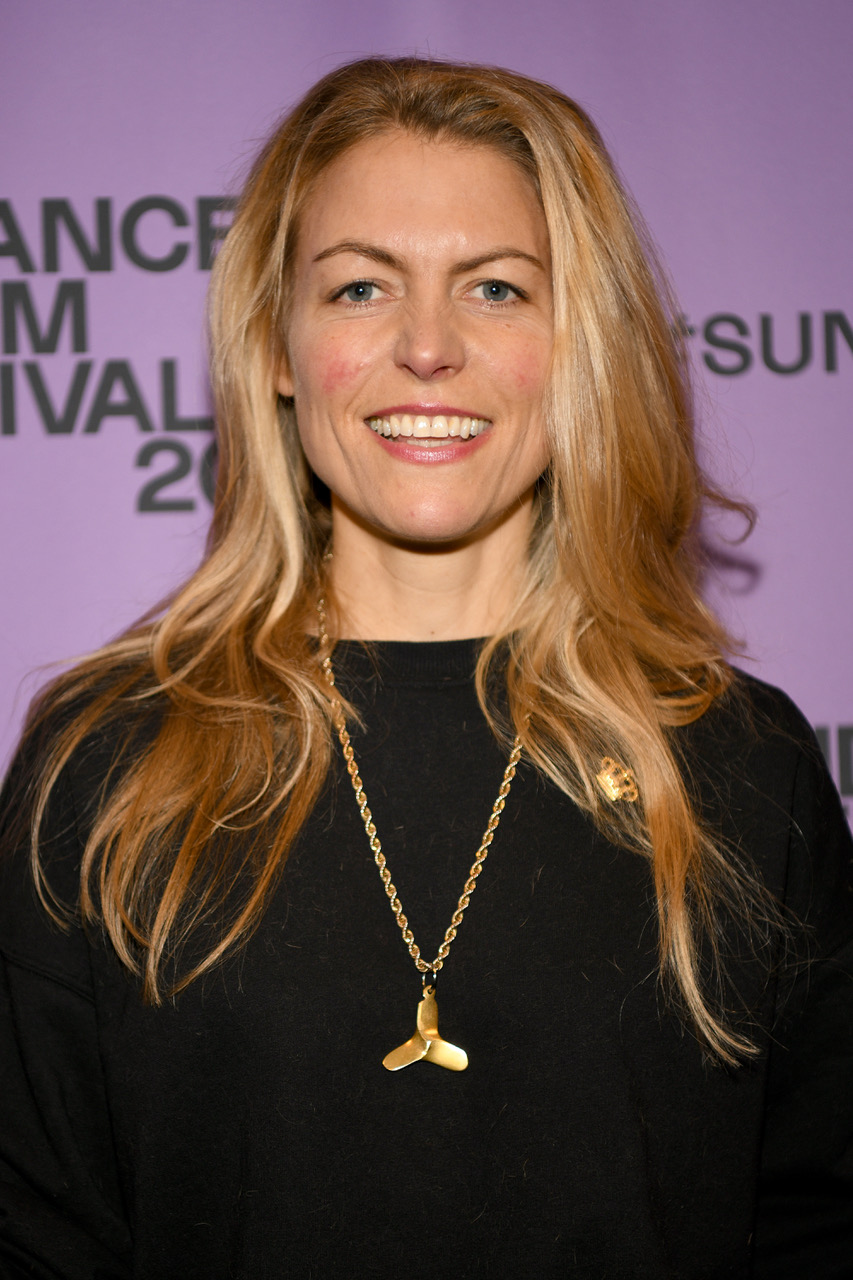
Regisseurin Susanne Regina Meures beim Sundance Film Festival (2020)

Für die in Mönchengladbach geborene Regisseurin Meures, die an der Zürcher Hochschule der Künste Film studiert und für mehrere Printmedien gearbeitet hatte (unter anderem als Bildredakteurin der NZZ), war Raving Iran der erste Langfilm. Als Inspiration diente ihr ein Magazinbericht über Technopartys im Iran, und sie nahm via Facebook Kontakt zu den veranstaltenden DJs Anoosh und Arash auf. Meures konzipierte das Narrativ des Films für ein westliches Publikum, weil dieses die Geschichte nicht verstehe, wenn sie zu stark in der iranischen Mentalität und Kultur eingebettet wäre. Die Finanzierung des Films erfolgte durch das Bundesamt für Kultur, verschiedene Filmförderungsfonds und die Zürcher Hochschule der Künste. Die Dreharbeiten gestalteten sich schwierig; eine Genehmigung gab es nicht, Ausrüstung wurde konfisziert, und viele Szenen mussten, da eine Kamera aufgefallen wäre, mit einem Smartphone gedreht werden, das in einem extra für diesen Zweck angefertigten Hemd versteckt wurde. Die Speicherkarten mit dem Filmmaterial wurden von iranischen Auslandsstudenten außer Landes geschmuggelt und per Kurier nach Zürich geschickt.
Raving Iran wurde auf mehreren Filmfestivals gezeigt, so auf dem Visions du Réel, auf dem er am 16. April 2016 Premiere hatte und den mit 10.000 CHF dotierten Preis für den „innovativsten Schweizer Film“ gewann, auf dem Hot Docs Festival in Toronto (internationale Premiere am 1. Mai 2016), dem Filmfestival in Locarno, dem DOK.fest, und dem Krakowski Festiwal Filmowy. Außerdem gewann er den First Step Award 2016 in der Kategorie „Dokumentarfilm“. Der Schweizer Kinostart des Films war am 20. Oktober 2016, in Deutschland lief er am 29. September 2016 an. Raving Iran erhielt 2017 neben zahlreichen Auszeichnungen auch eine Nominierung für den Schweizer Filmpreis, in der Kategorie Bester Dokumentarfilm.

## Rezeption
Michael Meyns lobte für Filmstarts.de starke Einzelszenen, die die Ambivalenz des iranischen Systems aufzeigten – vieles sei verboten, dann aber doch irgendwie möglich. Meyns kritisierte aber eine begrenzte Perspektive des Films, der kaum Einblick in den Alltag in Teheran biete, und hielt mehrere Szenen für dramatisiert und zum Teil inszeniert. Matthias Stolz sah für die Die Zeit den Fokus des Films weniger in einem politischen Statement als vielmehr in der Darstellung einer Männerfreundschaft, wobei er Anoosh und Arash als „cineastisches Traumpaar“ bezeichnete. Oliver Kaever lobte im Spiegel, dass Raving Iran das Leben in einer Theokratie und deren willkürliche Regeln gut darstelle und durch seine teils verwackelten Handybilder eine „große Unmittelbarkeit“ besitze. Im Vergleich zum ebenfalls im iranischen Alltag spielenden Taxi Teheran falle der Film aber in seinem Wirken auf den Zuschauer deutlich zurück.
Niloufar Haidari kritisierte in Noisey, der Film übertreibe die repressive Situation in der iranischen Musikszene und manipuliere so westliche Zuseher darin, die Situation noch verschärfter zu sehen als sie ohnehin sei. Die Übersetzung der Untertitel etwa sei schlecht. Haidari kritisiert eine Szene, in der die beiden Musiker eine CD in einem lokalen Laden verkaufen wollen, als vollkommen unrealistisch. Musik würde gerade wegen der restriktiven Situation im Iran hauptsächlich über das Internet verbreitet und niemand würde jemals versuchen, seine CDs so zu verkaufen.

## Auszeichnungen
- 2016: Prix du Jury SSA/Suissimage pour le long métrage, Vision du Reel
- 2016: First Steps Award beim Deutschen Filmpreis
- 2016: Zürcher Filmpreis
- 2016: Mejor Largometraje Documental Internacional, Guanajuato International Film Festival, Mexiko
- 2016: Bester Dokumentarfilm, Filmfestival Kitzbühel
- 2016: Bester Film und Publikumspreis beim Solo Positivo Film Festival
- 2017: Deutscher Dokumentarfilmpreis, Förderpreis
- 2018: Alexis Victor Thalberg Preis